# ساندرا رغول
ساندرا رغول، المولودة في 13 أبريل-نيسان 1978 في بيزييه، هي امرأة سياسية فرنسية، السكرتيرة الوطنية المساعدة لحزب أوروبا-إيكولوجيا الخضر منذ 2019، والنائبة عن الدائرة الأولى للراين الأسفل منذ الانتخابات التشريعية 2022.

## السيرة الذاتية
تعود أصول رغول لبيزيناس في هيرولت، والدتها أستاذة رياضيات ووالدها مزارع مختص في زراعة العنب. انخرطت في أولى نضالاتها البيئية في المدرسة الثانوية، عن طريق كنفدرالية القرويين.
في عام 2016، تم تعيينها كالمتحدثة باسم الحزب الخضر، ثم اصبحت السكرتيرة الوطنية المساعدة للحزب إلى جانب جوليان بايو بدءا من عام 2019.
في عام 2020 ترشحت للانتخابات التشريعية الجزئية عن ألفروتفيل-فيتريي ضد مترشحة الحزب الاشتراكي إيزابيل سنتياغو. خرست في الدور الثاني للانتخابات بعد حصولها على 43 من الأصوات، علما أن نسبة الامتناع عن التصويت بلغت 89 من المائة.
تم انتخابها في 19 يونيو-حزيران 2022 كنائبة عن الدائرة الأولى للران الأسفل خلال الانتخابات التشريعية باسم تحالف أحزاب اليسار، حيث حصلت على 51.47 من الأصوات، متغلبة على مرشح الحزب الرئاسي ألان فونتانال.
خلال المظاهرات ضد مشروع إصلاح التقاعد في 2023، نددت بالاستعمال المفرط للقوة من قبل الشرطة على حساب المتظاهرين في مدينة ستراسبورغ (التي تقع ضمن دائرتها الانتخابية).
في عام 2024 دافعت عن مقترح قانون يمنع استراد وتصدير غنائم الصيد. حسب رأيها، فإن هذا النشاط يسبب موت 200 ألف حيوان بري كل عام، ويساهم في انقراض الفصائل المهددة.
تمت إعادة انتخابها عن دائرتها في الانتخابات التشريعية المسبقة في يونيو-حزيران 2024. في 9 يوليو-تموز 2024 قام أحد المرشحين الآخرين في الانتخابات في نفس الدائرة، توماس برانت، بإحالة قضية على المجلس الدستوري للتحقيق في نظامية الانتخابات التي جرت في الدائرة.